# Diaptomus minutus
Diaptomus minutus är en kräftdjursart som beskrevs av Wilhelm Lilljeborg. Diaptomus minutus ingår i släktet Diaptomus och familjen Diaptomidae. Inga underarter finns listade i Catalogue of Life.